# Église Saint-Maur de Martel
L'église Saint-Maur de Martel est une église catholique située à Martel, dans le département français du Lot en France.

## Historique
Bien qu'on ne possède pas de documents permettant de préciser l'origine de l'église, son nom de Saint-Maur peut permettre de supposer qu'elle a une origine bénédictine. Cette hypothèse est d'autant plus plausible que la cure de Martel était à la nomination de l'abbaye Sainte-Marie de Souillac. Le nom de la ville de Martel, Martellum, n'apparaît pas dans les cartulaires des abbayes de Beaulieu, de Tulle, d'Aurillac et d'Obazine avant le XIIe siècle. La ville s'est créée au croisement de deux routes : celle reliant le village de Louchapt au bac de Gluges, et la route de Souillac à Vayrac. Une route du sel passe à côté de Martel et un marché du sel s'y est implanté. Dans un texte de l'abbaye de Tulle il est écrit que Martel fait partie de la seigneurie de Creysse qui dépendait de la vicairie de Cazillac appartenant à l'abbaye de Souillac depuis 930. 
Cette abbaye a dû construire l'église paroissiale Sainte-Madeleine au Xe siècle ou XIe siècle, puis l'église Saint-Maur. La première mention de Martel dans le cartulaire de l'abbaye d'Obazine date de 1154 et indique que la ville a ses mesures et ses marchands, et le vicomte de Turenne en est le coseigneur avec le vicomte de Brassac. Il en devient l'unique seigneur quand Raymond II de Turenne achète la vicomté de Brassac avant 1183, date à laquelle il reçoit Henri le Jeune à Martel.
Les premières mentions de l'église datent du début du XIIIe siècle :
- Raymond IV, vicomte de Turenne, accorde une charte aux habitants de Martel en 1219 in ecclesia sancti Maurri,
- Maffre de Castelnau rend hommage au vicomte de Turenne pour sa terre de Martel  dans un acte dressé in ecclesia de Martello[2],[3].

### L'église romane
Il existait donc une église construite avant le XIIIe siècle comme le prouvent plusieurs vestiges de l'époque romane :
- dans le bras sud du transept, les deux tiers du mur oriental où un larmier de 4 mètres de long à 6 mètres de hauteur est porté par six modillons sculptés.
- dans ce même bras du transept, on peut voir un morceau identique sur le mur occidental.
- tympan du portail occidental. Le thème semble être celui le Seconde Parousie du Christ car il n'y a aucune trace de séparation des âmes, ni de l'Enfer, ni du Paradis. Le Christ est représenté les bras tendus largement ouverts, les paumes ouvertes montrant les plaies, de part et d'autre deux anges sonnent de la trompette et des ressuscités commencent à soulever la dalle de leur tombeau. Il reprend le thème déjà présenté sur le tympan de l'abbatiale Saint-Pierre de l'abbaye de Beaulieu-sur-Dordogne.
Marcel Durliat avait noté sur ce tympan la « connaissance de la sculpture des cathédrales du nord ». Raymond Rey a noté un ascendant de la cathédrale de Chartres dans son livre La Sculpture romane languedocienne. Pour Marie-Pasquine Subes-Picot, le tympan est contemporain du portail de la cathédrale de Cahors, c'est-à-dire vers 1140-1150. La frise ornant le linteau, avec ses rinceaux perlés, ses fleurs épanouies et ses fruits grenus où se dissimulent des oiseaux sont des thèmes qu'on retrouve dans les chapiteaux réalisés pour le cloître de la cathédrale Saint-Étienne de Toulouse. Mais l'épanouissement très large des corolles ne se retrouve pas dans le Midi, et fait penser aux dessin des fruits du vitrail de l'arbre de Jessé de l'abbatiale de Saint-Denis. Le tympan de Martel a dû être sculpté au milieu du XIIe siècle, à la confluence des styles méridionaux et septentrionaux.

Les documents concernant l'église au XIIIe siècle ne font aucune mention d'une reconstruction de l'église. L'archevêque de Bourges, Simon de Beaulieu, visite l'église en 1286 et 1290.

### Construction de l'église gothique
La reconstruction de l'église gothique remonte au XIVe siècle. Dès le début du XIVe siècle des dons sont faits à l'église Saint-Maur. Dès le mois de juillet 1310, mais essentiellement en mars 1311, des pourparlers ont lieu entre les consuls de la ville et l'évêque concernant la construction de l'église. L'accord prévoit que pendant six ans la ville doit donner 4 000 sous tournois pour la construction de l'église et Garin, recteur, 20 livres. Le 21 mai 1311, les consuls ont donné 11 sous 6 deniers à Jean de Marc pour faire le « devis du coût de bâtir l'église ». Les consuls se préoccupent d'obtenir des héritiers de Pierre Comte le legs qu'il a fait pour la construction de l'église. Les travaux n'ont dû commencer qu'après mai 1314, quand J. Jauffre est venu et a ordonné de quelle manière on devait bâtir l'église. La pierre d'autel de l'église est enlevée et les cloches descendues le 20 et 22 août 1317. La semaine suivante les charpentiers construisent des échafaudages et des machines de levage.
De nombreux actes des archives de la ville concernent la construction de l'église. Celle-ci a dû être rapidement terminée. Le 23 janvier 1345, le maître d'œuvre de l'église s'engage à terminer en 5 mois la chapelle Saint-Jacques. Il est probable que les évènements annonciateurs de ce qui va être la guerre de Cent Ans a conduit les consuls à faire accélérer les travaux. La prise de Bergerac, le 24 août 1345, par Henri de Lancastre, comte de Derby, va amener les consuls de Martel à se consacrer à la mise en défense de la ville.

### Travaux de restauration et reconstruction après la guerre de Cent Ans
On a peu d'éléments sur d'éventuels travaux pendant la guerre de Cent Ans, mais, en 1480 l'église Saint-Maur est dite ruynée par usure du temps et réduite en semblance d'une grange. Des travaux de réparations sont notés en 1493-1494. En 1502 les travaux de restauration ne sont pas achevés. L'évêque de Cahors, Antoine de Luzech, s'adresse à plusieurs archiprêtres pour qu'ils aident la communauté de Martel à restaurer leur église. En 1507, les frais de reconstruction ont dépassé les 12 000 livres. Le 28 mars 1509, Puy de Saint-Amans, recteur de l'église, est condampné par arrest de Bordeaux à contribuer à la réparation et bastiment de l'église.
En 1510, on répare la chapelle de la confrérie Notre-Dame. En 1511 est établi le prix-fait des vitraux de la verrière d'axe du chevet ornée de scènes de la Passion. Le maître verrier Redon a remis pour ce travail une quittance aux consuls le 7 avril 1512. Les réparations des trois travées de la nef sont probablement terminées en 1513.
Le 16 juin 1518, un accord est passé avec le peintre Jehan Becquin concernant les voûtes des chapelles ainsi que les parois et les piliers les supportant.
L'étude archéologique montre que l'église est en grande partie le résultat de la reconstruction des dernières années du XVe siècle et du premier quart du XVIe siècle.

### Reconstruction du clocher
Au début du XVIe siècle il est décidé de reconstruire le clocher. Le 7 juillet 1521, il est convenu que Petit Jehan, peyrier de Sarlat dirigera les travaux. Les travaux sont commencés rapidement car en mars 1522 Rigo, maestre masson poursuit la construction du clocher. Au mois de mai il manque des pierres de taille. On décide de continuer en simple maçonnerie, sauf pour los cantous qui seraient construits en pierre de taille. En décembre on place les cloches sur les deux piles déjà faites de façon à s'en servir pendant que la construction se poursuit. Nouveau prix-fait en 1523. En 1525, Jean Puech Ferran  a construit le clocher jusqu'à 8 pieds au-dessus de l'église et a fait visiter son travail au mestre qui a bâti l'église de Souillac. Les consuls veulent élever le clocher de 42 pieds au-dessus de l'église. En 1526, Esclacha, maçon de Sarlat, prévoit un nouveau plan à la demande des consuls de Martel. On décide de construire le clocher à huit pans et de faire sur chaque pile une tourelle. En 1531 on parle de couvrir le clocher.
La position du clocher est peut-être due à la présence d'un clocher plus ancien. Ce qui pourrait exister sa position et celle de l'oculus au remplage flamboyant de la façade occidentale, très décalée.

## Vitraux
L'église possède une verrière du XVIe siècle représentant la Passion réalisée par le maître verrier Redon entre 1511 et 1512.
À ce sujet, un documentaire vidéo intitulé L'église St Maur : tympan et verrière, a été réalisé en novembre 2019 sur l'initiative de Lucien Lachièze-Rey  avec la participation du collège de Martel. Ce film montre les détails des vitraux de cette verrière.

## Mobilier
- Mobilier aux Monuments Historiques :
  - Bas-relief[5].
  - Chandellier[6].
  - Tableau Ecce Homo du peintre Ferdinand Boissard de Boisdenier (Châteauroux, 1813-Paris, 1866), daté de 1842[7].
  - Tableau L'Adoration des mages du peintre Pierre Andrieu (Fenouillet, 1821-Paris, 1892)[8], daté de 1874[9].

## Orgue
L'Association des amis des orgues de Martel souhaite construire un nouvel orgue sur une tribune placé au-dessus de l'entrée de la nef.

## Protection
L'édifice est classé au titre des monuments historiques le 26 juillet 1906.
Église fortifiée. Tympan roman du XIIe siècle. Nef du XIVe siècle. Clocher du XVIe siècle. Plusieurs objets sont référencés dans la base Palissy.

### Documentaires
L'église St Maur : tympan et verrière, 2019 - 22 min - DVD Pal 16/9 (Réalisation : Jérôme Vincent, avec la participation d'élèves du collège des Sept Tours à Martel, sur une initiative de Lucien Lachièze-Rey)